# Rio Viliui
O rio Viliui (em russo:  Вилюй) é o mais longo dos afluentes do rio Lena na Sibéria Oriental. O rio tem aproximadamente 2 650 km de comprimento, dos quais 1 450 km são navegáveis. 
Nasce perto de Ekonda, na zona norte do Planalto Central Siberiano. Corre para sudeste, e banha Tchernyshevski, Suntar, Niurba e Verkhneviliuisk antes de se juntar ao Lena perto de Sangar.
É conhecido por nas suas margens existirem minas de diamantes desde a década de 1950.